# ボリュームゾーン
ボリュームゾーン（Volume zone）は、マーケティング用語や経済用語の1つであり、商品やサービスが最も売れる価格帯や普及価格帯という意味の他に、中間所得層を指すこともある。
商品やサービスの提供者側がハイエンド、ミドルレンジ、ローエンドと3つの価格帯に分類した場合、ミドルレンジだけやミドルレンジとローエンドを加えた価格帯を指すことが一般的である。購入者側からは低価格で高い品質が求められ、ハイエンド価格帯のようなコスト上昇要因となる高付加価値が付け難いために提供者側は他との差別化が難しく、概ね似た商品やサービスになる傾向がある。

## 国際間の経済において用いられる事例
BRICSやアジア諸国の一部は、1990年代前後からを目覚しい経済成長を遂げた。これらの国の中間所得層は、2000年時点の2億人から2010年には8億人に成長し、非常に旺盛な消費活動を見せている。これら新興国の中間所得層向けに価格や機能が調整された商品をボリュームゾーン商品という。平成8年度のものづくり白書にも取り上げられた。ボリュームゾーン向けの商品は、設定価格が低く利幅も薄いため、付加価値やブランドイメージを重視する先進諸国の企業は無視することが多かったが、非常に短期間のうちに市場が膨れ上がったため、2000年代後半には戦略的商品を投入する企業も増え、商品開発や新たな市場の開拓において注目されるキーワードとなった。

### 商品例
- インドネシア市場向けの蚊を撃退するエアコン
- インド市場向けのターバンを巻いていても乗れる天井が高い乗用車[5]